# Anwerbeabkommen zwischen der Bundesrepublik Deutschland und der Türkei

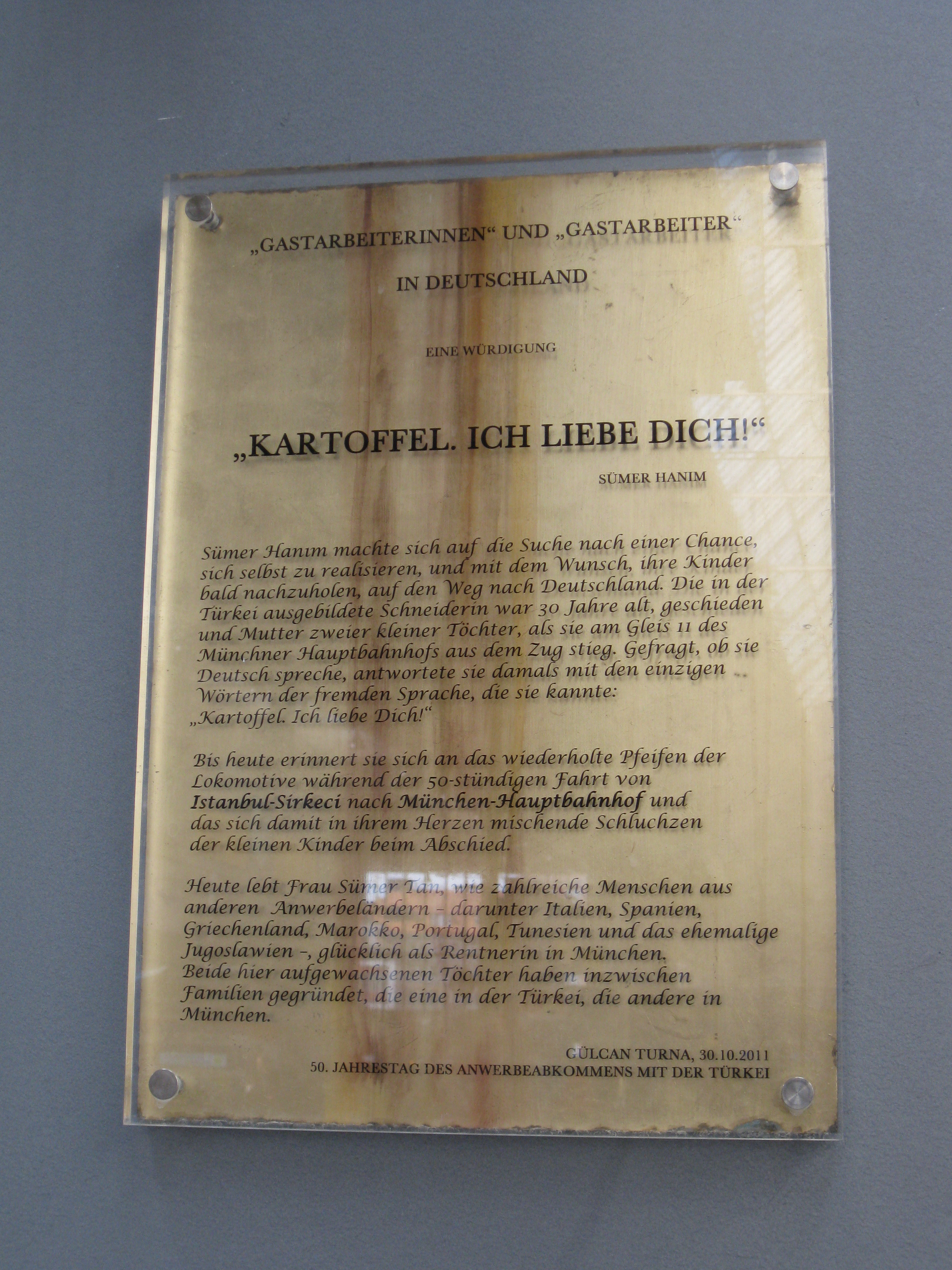
Gedenktafel für das Anwerbeabkommen im Hauptbahnhof München

Das Anwerbeabkommen zwischen der Bundesrepublik Deutschland und der Türkei wurde am 30. Oktober 1961 in Bad Godesberg unterzeichnet (Kabinett Adenauer III) und führte trotz anderslautender vertraglicher Ausgestaltung (Befristung der Aufenthaltsdauer auf maximal zwei Jahre: sogenanntes Rotationsprinzip) zu einer verstärkten Einwanderung aus der Türkei in die Bundesrepublik Deutschland. Die angeworbenen Arbeiter wurden in Deutschland als „Gastarbeiter“ bezeichnet. Bis zur Anwerbesperre 1973 reisten insgesamt 867.000 türkische Gastarbeiter in die Bundesrepublik Deutschland, rund 500.000 kehrten in die Türkei zurück.
Die Bundesrepublik Deutschland schloss ähnliche Anwerbeabkommen auch mit anderen Staaten: Italien (1955), Griechenland (1960), Spanien (1960), Marokko (1963), Südkorea (1963), Portugal (1964), Tunesien (1965) und Jugoslawien (1968).

## Motivation
Beim Zustandekommen des Anwerbeabkommens spielten diverse politische Motive eine Rolle.

### Wirtschaftspolitische Motive
Durch den starken wirtschaftlichen Aufschwung herrschte seit etwa 1955 in Teilbereichen der deutschen Wirtschaft Arbeitskräftemangel, so in der Landwirtschaft und im Bergbau. Angesichts nahezu erreichter Vollbeschäftigung und drohenden Arbeitskräftemangels plante die Bundesregierung 1955, durch die Anwerbung ausländischer Arbeitskräfte dem Arbeitskräftemangel zu begegnen und dadurch zugleich auf künftige Lohnforderungen dämpfend zu wirken. Trotz der Anwerbeabkommen mit Italien 1955 sowie mit Spanien und Griechenland 1960 verschärfte sich die Lage auf dem Arbeitsmarkt weiter. So schrieb der Spiegel im Sommer 1959: „Der Kampf um die Arbeiter ist zu einer aufreibenden Dauerbeschäftigung geworden, in die sich Personalverwaltungen großer Industrieunternehmen verstrickt sehen wie kleinere Betriebe mit wenigen Beschäftigten“.
Arbeitsminister Theodor Blank sah 1959 keine Alternative zur Ausländerbeschäftigung, weil „trotz fortschreitender Rationalisierung und Mechanisierung der Produktionsverfahren in der Bundesrepublik weiterhin ein steigender Kräftebedarf zu erwarten“ sei.
Ab 1960 machten sich zudem die geburtenschwachen Jahrgänge der Kriegsgeneration bemerkbar und auch die Senkung des Renteneintrittsalters verschärfte den Arbeitskräftemangel. Seit spätestens Ende der 1950er Jahre herrschte Vollbeschäftigung; im Jahr 1960 standen 153.161 Arbeitslosen 487.746 offene Stellen gegenüber. Zudem waren die Gewerkschaften erstarkt und hatten hohe Lohnsteigerungen erkämpft. Die Reallohnsteigerung zwischen 1950 und 1960 betrug 67 %.
Ab 1956 begann die schrittweise Einführung der 40-Stunden-Woche (vorher: 48 Stunden), auch dies trocknete den Arbeitsmarkt weiter aus. Die Situation des Mangels änderte sich bis 1973 nicht. Die Arbeitslosenquote lag seit 1961 trotz Zuwanderung auf einem historisch niedrigen Stand, jeweils unter 1 %, abgesehen vom Jahr der „kleinen Rezession“ 1967.
Helmut Schmidt sah das Anwerbeabkommen rückblickend kritisch: „Es war ja Ludwig Erhard, der das Ganze in Gang brachte, zunächst als Wirtschaftsminister, später als Bundeskanzler. Deutschland hatte einen Bedarf an Arbeitskräften, was die Löhne ansteigen ließ. Das wollte er verhindern.“ 2004 befand er, „es [war] ein Fehler, daß wir zu Beginn der sechziger Jahre Gastarbeiter aus fremden Kulturen ins Land holten“.

### Innenpolitische Motive
Auch der Aufbau der Bundeswehr und die Einführung der Wehrpflicht 1956 verknappten die Arbeitskräfte-Ressourcen. Ein Zeitungsartikel schrieb im November 1954, Erhard gehe „es … um eine vorausschauende Regelung für den Fall, daß durch die Aufstellung deutscher Streitkräfte und den Aufbau einer eigenen Rüstungsindustrie ein Mangel an Arbeitskräften entstehen könnte. … Es besteht […] die Möglichkeit, daß aus der Bundesrepublik […] in absehbarer Zeit wieder ein Einwandererland für ausländische Arbeiter wird.“

### Außenpolitische Motive
Die Türkei galt während des Kalten Krieges als wichtiges NATO-Mitglied an der Südostflanke zur damaligen Sowjetunion. Die Türkei litt seit Jahrzehnten unter hohen Arbeitslosenzahlen, verursacht durch ein Bevölkerungswachstum, das seit langem höher war als das Wirtschaftswachstum: „Die Initiative für das deutsch-türkische Anwerbeabkommen ging, was wenig bekannt ist, von der Türkei aus. Die Türkei hatte ein erhebliches Interesse daran, einen Teil der rasch anwachsenden Bevölkerung befristet als Gastarbeiter ins Ausland zu schicken“. Durch Geldüberweisungen türkischer Gastarbeiter in die Türkei sollte das Handelsbilanzdefizit der Türkei im Handel mit Deutschland durch Überschüsse in der Übertragungsbilanz kompensiert werden, um die türkische Leistungsbilanz der Bundesrepublik Deutschland gegenüber auszugleichen. Die wirtschaftliche und politische Stabilität der Türkei lag im Interesse der NATO-Staaten und anderer westlicher Länder.

## Verlauf und Folgen
Der Unterzeichnung des Abkommens gingen lange Verhandlungen und zahlreiche, teils private Initiativen unterschiedlichster Institutionen voraus. Bereits 1956 gab es ein Fortbildungsprojekt für türkische Handwerker. 1957 machte der damalige Bundespräsident Theodor Heuss Ankara das Angebot, 150 türkische Berufschulabsolventen zur Ausbildung einzuladen. Türkische Arbeitskräfte gelangten auch aus eigener Initiative nach Deutschland, 1960 waren es bereits 2500. Diese Aktivitäten führten sowohl auf deutscher als auch auf türkischer Seite dazu, über eine staatliche Regulierung der Zuwanderung nachzudenken.
Die Bundesregierung reagierte zunächst zurückhaltend auf das Angebot. Arbeitsminister Theodor Blank lehnte ein Abkommen ab und äußerte, er befürchte Konflikte zwischen türkischen Gastarbeitern und Einheimischen wegen der religiös-kulturellen Distanz zwischen diesen.
Im September 1960 erklärte Anton Sabel, Präsident der Bundesanstalt für Arbeitsvermittlung, gegenüber dem Arbeitsministerium, arbeitsmarktpolitisch sei keine Vereinbarung mit der Türkei notwendig.
Kurz zuvor waren die Abkommen mit Spanien und Griechenland abgeschlossen worden. Im August 1961 beendete der Mauerbau den bis dahin anhaltenden Zustrom von Arbeitskräften aus der DDR. Zwei Monate später gab die Bundesregierung dem Drängen der türkischen Regierung nach, da diese eine Absage ansonsten „als eine Diskriminierung hätte betrachten müssen“.
In der Folge schloss die Türkei Anwerbeabkommen mit weiteren europäischen Staaten, darunter Österreich, Belgien und Frankreich.
In den ersten Jahren nach dem Abkommen spielten die türkischen Gastarbeiter in der Gesamtzuwanderung eine eher marginale Rolle. Das änderte sich nach der Wirtschaftskrise 1967, als insbesondere Stahlindustrie und Automobilindustrie eine hohe Zahl an ungelernten Arbeitern benötigten, um Einsparpotentiale zu erreichen und teure Rationalisierungen zu vermeiden.
Die Aufenthaltserlaubnis für die türkischen Gastarbeiter war zunächst auf 2 Jahre beschränkt. Danach sollten sie unbedingt in die Heimat zurückkehren und durch neue Arbeiter ersetzt werden (Rotationsprinzip). Ein Familiennachzug war, im Unterschied zu den anderen Anwerbeabkommen, nicht vorgesehen. In der Praxis war das Rotationsprinzip auf Dauer allerdings nicht zu realisieren. Deutsche Unternehmen sprachen sich dagegen aus, einmal angelernte Arbeitskräfte nach zwei Jahren wieder gehen zu lassen. In einer Neufassung des Abkommens am 19. Mai 1964 wurde das Rotationsprinzip außer Kraft gesetzt; auch das Verbot des Familiennachzugs wurde aufgehoben.
Kurz nach dem Beginn der Ölkrise 1973 verfügte die damalige Bundesregierung eine Anwerbesperre für sämtliche Anwerbeländer. Damals befanden sich – nach 12 Jahren Anwerbeabkommen – ca. 600.000 Türken in Deutschland. Vor die Wahl gestellt, entweder dauerhaft in die Türkei zurückzukehren oder aber in Deutschland zu bleiben, entschieden sich die meisten von ihnen für letzteres. Dies war der Beginn der dauerhaften türkischen Einwanderung in die Bundesrepublik.

## Historische Einschätzung des Anwerbeabkommens
Viele Forscher weisen auf die Bedeutung des Abkommens für die Fortführung des „deutschen Wirtschaftswunders“ und den Aufbau der Sozialsysteme hin. Das Bundesarbeitsministerium erklärte 1976, die Zuwanderung habe unter Beibehaltung eines hohen Wirtschaftswachstums zu einer starken Verringerung der Arbeitszeit der Deutschen geführt. Nach Berechnungen des Migrationsforschers Friedrich Heckmann ermöglichte die Zuwanderung zwischen 1960 und 1970 ca. 2,3 Millionen Deutschen den sozialen Aufstieg von Arbeiter- in Angestelltenpositionen. Nach Karl-Heinz Meier-Braun hätten ohne die Zuwanderung bereits 1971 die Rentenversicherungsbeiträge erhöht werden müssen, ja die Rentenversicherung sei geradezu von den ausländischen Arbeitnehmern „subventioniert“ worden, da den eingezahlten Beiträgen nur rund ein Zehntel an Leistungen gegenüberstand.
Einen abweichenden Standpunkt vertritt die Historikerin Heike Knortz. Sie sieht gegenüber den wirtschafts- und innenpolitischen Ursachen einen „Primat der Außenpolitik“ und in der Zuwanderung eine ökonomische Fehlentwicklung der frühen Bundesrepublik. Es seien nur veraltete Industrien wie der Kohlebergbau durch den Import von billigen Arbeitskräften künstlich am Leben gehalten und der Strukturwandel verhindert worden. Die Anwerbeabkommen hätten sich nicht an den arbeitsmarktpolitischen Bedürfnissen der BRD orientiert.